# 추어탕
추어탕(鰍魚湯)은 미꾸라지를 넣고 얼근하게 끓인 국이다. 미꾸라지를 푹 고아 걸러낸 것을 배춧잎, 숙주, 고비, 파 등을 넣고 된장과 고추장으로 간을 해서 끓인다.

## 역사
최초의 기록은 1123년 예종의 조의를 위해 고려를 방문한 북송의 사신 서긍이 쓴 고려도경 제23권 잡속2(雜俗 二)편 어(漁) 부분에 다음과 같은 구절이 나온다.
귀인은 육고기(양, 돼지)를 먹고 가난한 백성은 해산물을 많이 먹는다. 미꾸라지(鰌), 전복(鰒), 조개(蚌), 진주조개(珠母), 왕새우(蝦王) 등은 귀천없이 잘 먹는다.

그러나 이것이 미꾸라지를 먹었다는 기록일 뿐, 추어탕 요리가 등장했다는 기록은 없다.
1850년 순조 때 실학자 이규경이 지은 오주연문장전산고에는 《추두부탕》(鰍豆腐湯)에 대한 내용이 등장하는데, 이것 또한 현대적인 추어탕 요리와는 거리가 있다.

## 같이 보기
관련 항목
- 한국 요리
- 미꾸라지

음식
- 삼계탕
- 장어

## 사진

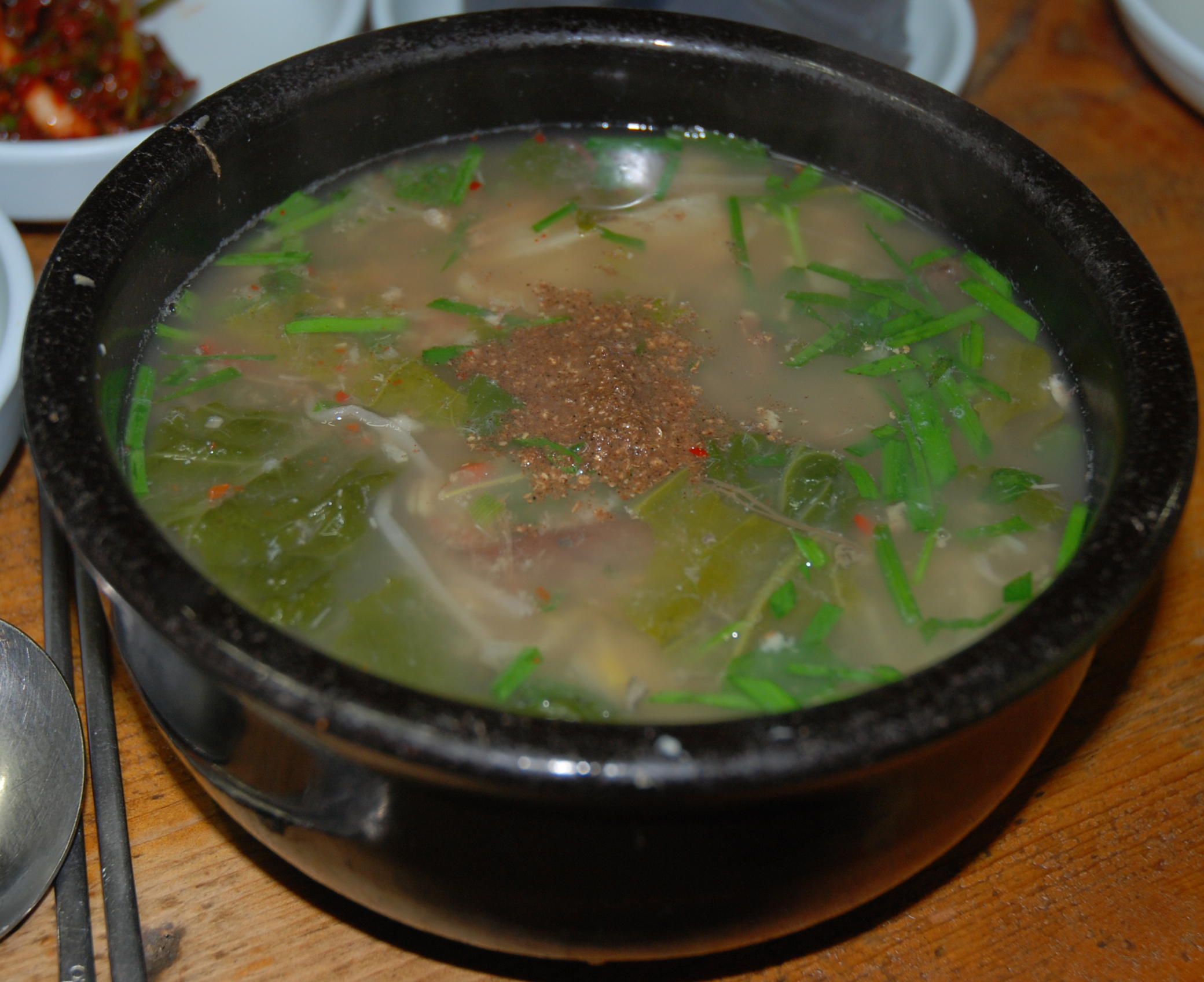
경상도식 추어탕(진주), 들깨 대신 제피가 들어간다.
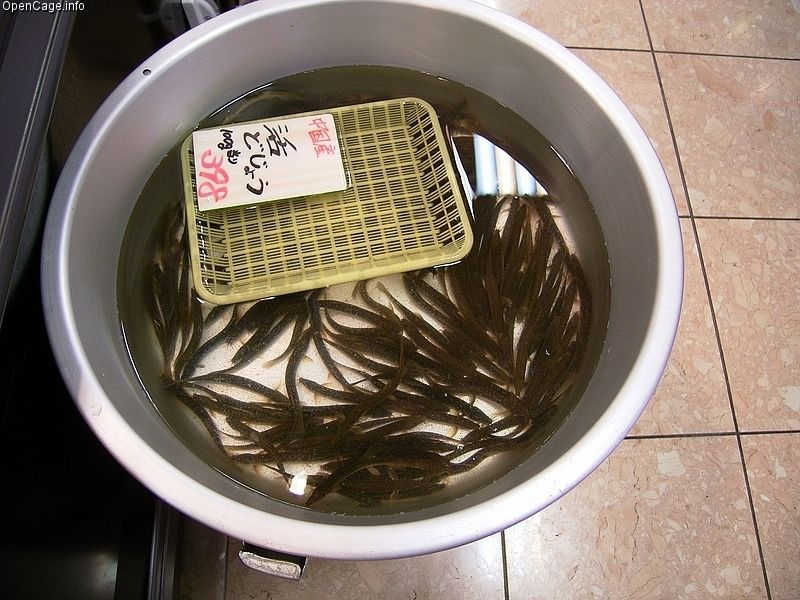
추어탕의 주요 재료, 미꾸라지